# Danio kropkowany
Danio kropkowany (Danio nigrofasciatus) – gatunek słodkowodnej ryby z rodziny karpiowatych (Cyprinidae), jeden z najmniejszych danio. Pochodzi z Mjanmy. Po raz pierwszy pojawił się w Europie w roku 1911 za sprawą firmy Scholzeu Poetzschke z Berlina. Danio kropkowany podobny jest w budowie do danio pręgowanego.

## Charakterystyka
Ciało jasnobrunatne z oliwkowym odcieniem, wzdłuż boków biegną trzy niebieskoczarne pasy, poniżej rzędy małych, czarnych kropek, samce są dużo mniejsze od samic.